# Red Bull Arena (Lipsk)
Red Bull Arena – stadion znajdujący się w Lipsku w Niemczech. Swoje mecze w roli gospodarza rozgrywa na nim RB Leipzig, grający w 1. Bundeslidze. Pojemność od roku 2015 wynosi 42 959 (wcześniej 44 345).
Obiekt powstał w miejscu istniejącego od 1956 roku Zentralstadion, mogącego pomieścić 100 000 widzów. Przed Mistrzostwami Świata 2006 stadion został zlikwidowany, a w pozostałej po nim niecce wybudowano nowy obiekt oddany do użytku w marcu 2004 roku również pod nazwą Zentralstadion. 24 lipca 2010 roku po wykupieniu praw do nazwy przez Red Bull GmbH stadion zmienił nazwę na Red Bull Arena.

## Galeria

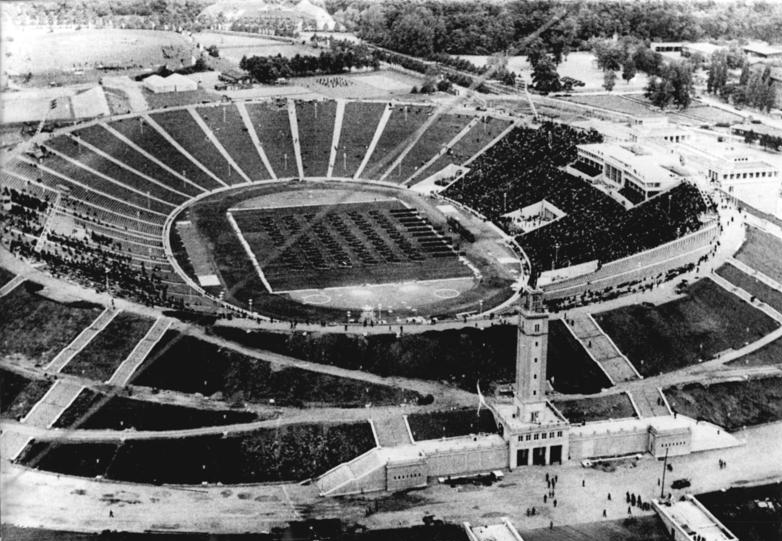
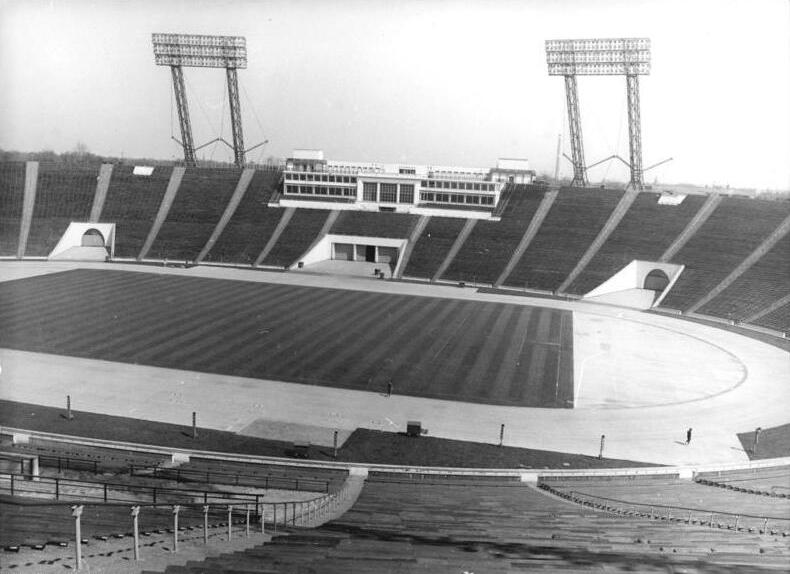
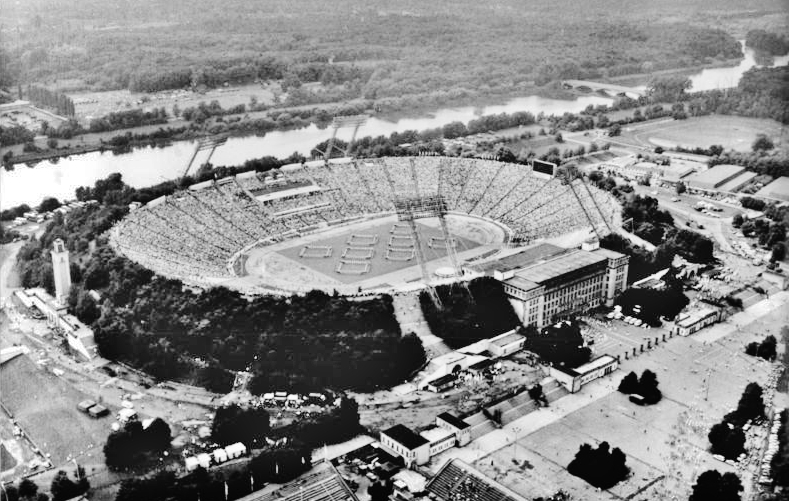
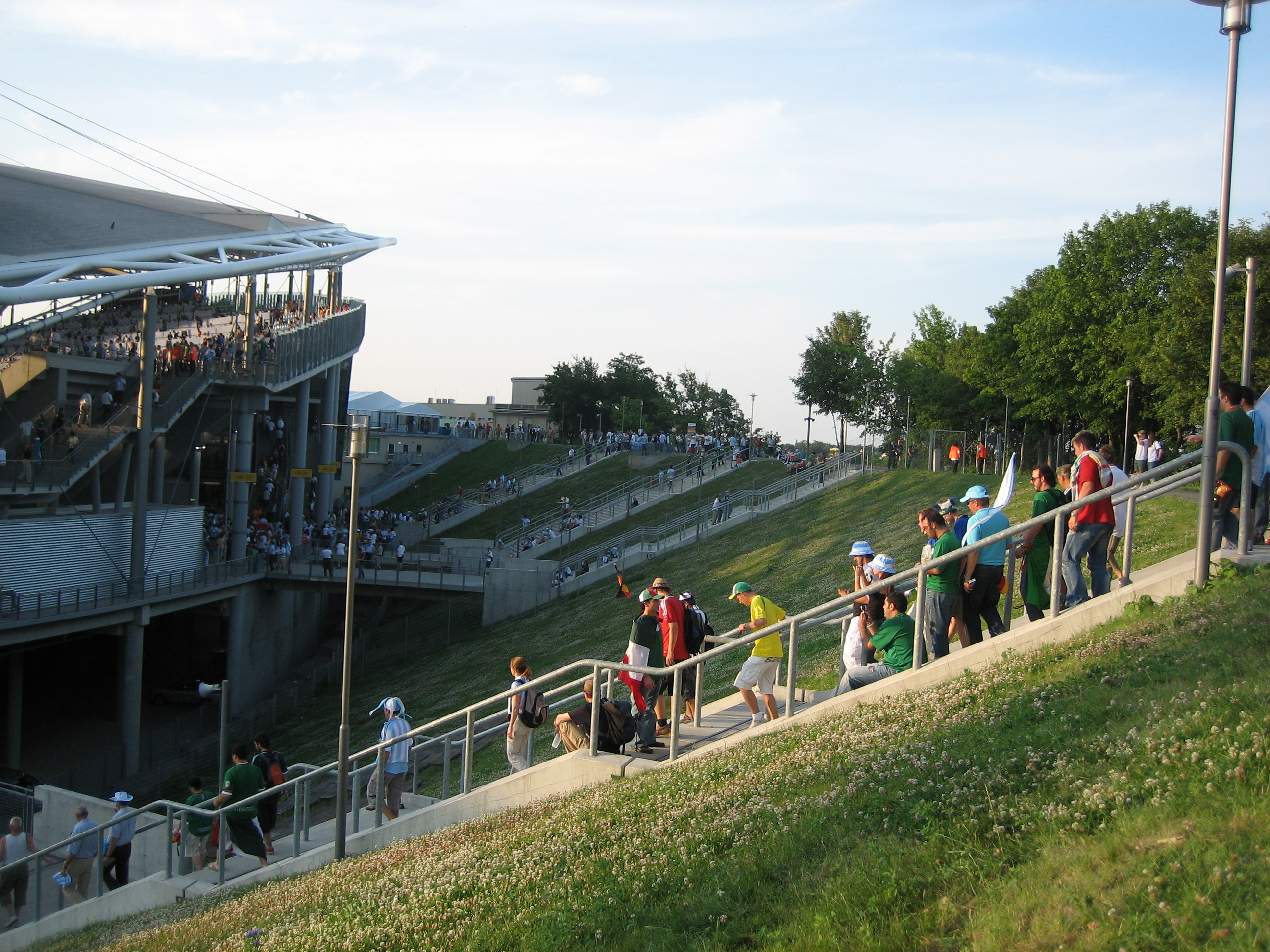
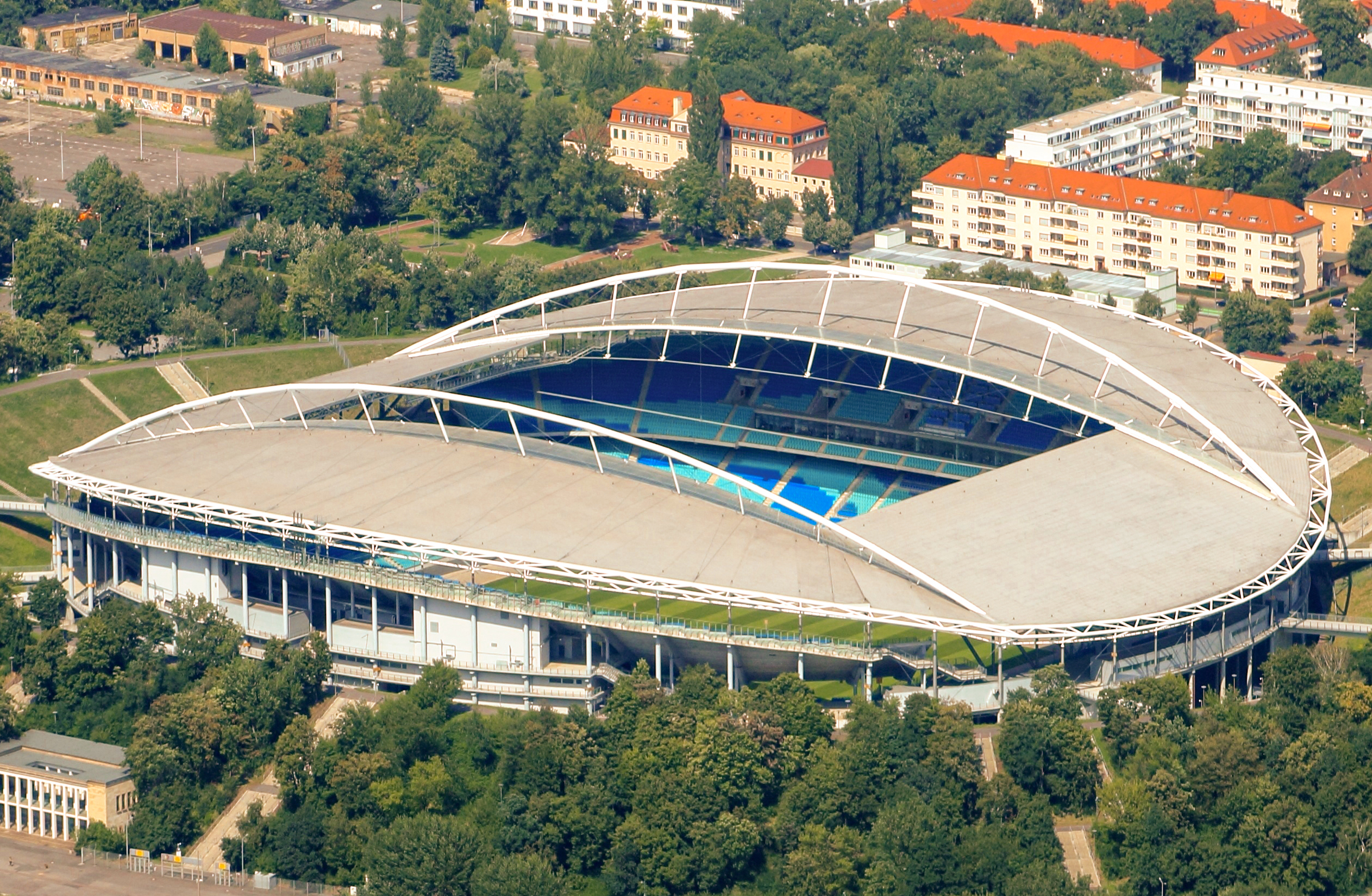
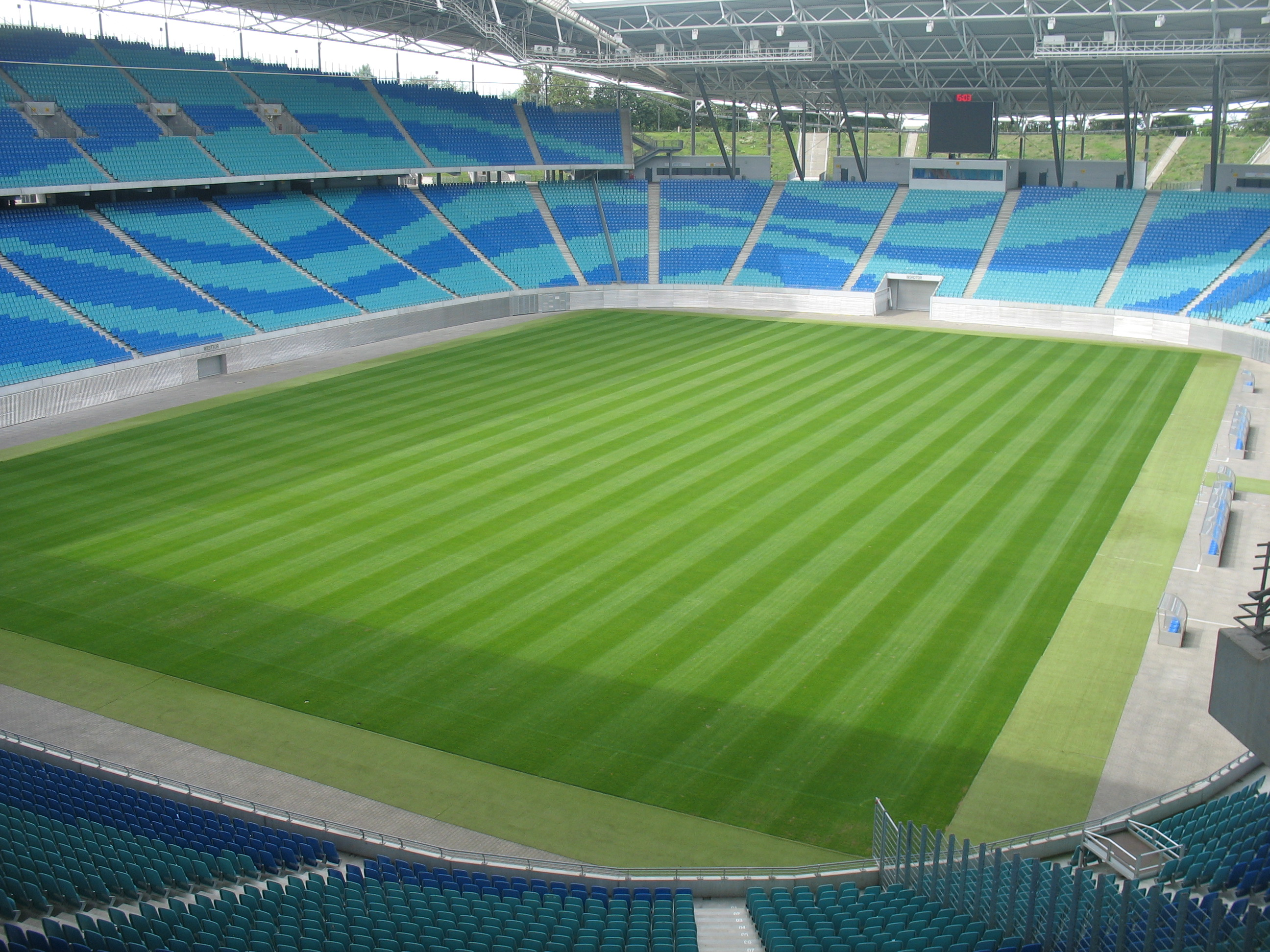
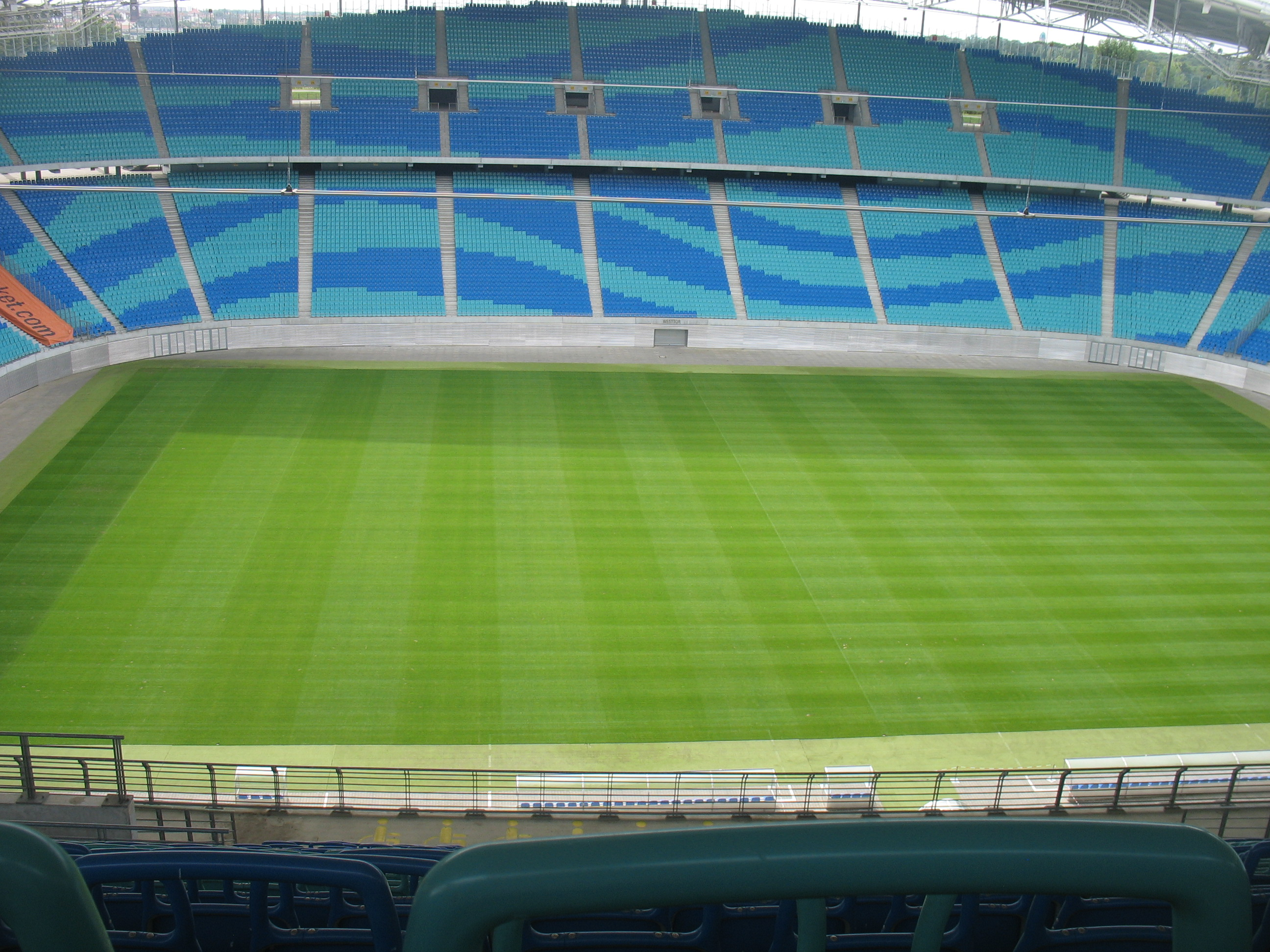